# إعدادات نظام مايكروسوفت
إعدادات نظام مايكروسوفت (بالإنجليزية: MSConfig)‏ (الذي يسمى رسميًا بإعدادات النظام في أنظمة التشغيل ويندوز فيستا وويندوز 7 وويندوز 8 أو ويندوز 10) وهي أداة مساعدة للنظام لاستكشاف أخطاء عملية بدء تشغيل مايكروسوفت ويندوز وإصلاحها. يمكنه تعطيل أو إعادة تمكين البرامج وبرامج تشغيل الأجهزة وخدمات ويندوز التي يتم تشغيلها عند بدء التشغيل أو تغيير معطيات الإقلاع.
الأداة ملحقة مع جميع إصدارات أنظمة تشغيل ويندوز منذ نظام التشغيل ويندوز 98 باستثناء نظام التشغيل ويندوز 2000. يمكن لمستخدمي نظام التشغيل ويندوز 95 وويندوز 2000 تنزيل هذه الأداة المساعدة على الرغم من عدم تخصيصها لهذه الإصدارات.

## الاستخدامات
غالبًا ما يتم استخدام أداة MSConfig لتسريع عملية بدء تشغيل الأجهزة التي تعمل بأنظمة مايكروسوفت ويندوز. وفقًا لمايكروسوفت، لم يكن الغرض الأساسي من استخدام هذه الأداة، إدارة بدء التشغيل الأجهزة.